# إحساس العجب (فلم)
إحساس العجب (بالفرنسية: Le Goût des merveilles) هو فيلم رومانسي فرنسي من تأليف وإخراج إريك بيسنارد. بطولة فيرجيني إيفيرا وبنجامين لافيرن.

## القصة
أرملة لديها طفلان صغيران تكتشف فرصة جديدة للحياة بعد أن كادت أن تدهس شخصًا غريبًا بسيارتها.

## طاقم التمثيل
- فيرجيني إيفيرا بدور لويز ليجراند
- بنيامين لافيرن في دور بيير
- لوسي فيجيديت بدور إيما ليجراند
- ليو لوريلاتش في دور فيليكس ليجراند
- هيرفي بيير في دور جول
- هيام عباس بدور د. ميلاني فيرنزا
- لوران باتو في دور بول
- فرانسوا بريلوب في دورمالك البار